# Xiao Hua
Dans ce nom chinois, le nom de famille, Xiao, précède le nom personnel.
Xiao Hua (21 janvier 1916 - 12 août 1985), également connu sous le nom de Xiao Yizun (萧以尊), est un  Shang Jiang (上将, général de corps d'armée), de l'Armée populaire de libération de la République populaire de Chine. Il était un Hakka du comté de Xingguo, dans la province du Jiangxi.

## Biographie
Xiao Hua est le fils d’un ouvrier du bâtiment, il est entré directement dans la guérilla communiste dans sa région d’origine dans le xian de Xingguo au Jiangxi, où en 1928 s'est installée provisoirement l’Armée rouge de Mao Zedong et Zhu De. Xiao Hua, alors âgé de quatorze ans, s'engage dans la Ligue de la jeunesse communiste chinoise. Il intègre de suite une unité militaire dépendant de Lin Biao avec qui il restera lié pendant plusieurs décennies. Xiao Hua participe aux campagnes du Jiangxi et à la guerre sino-japonaise (1937-1945), dans des unités commandées par Lin Biao, aux côtés de Luo Ronghuan. Il participe à la Longue Marche, au cours de laquelle il réussit à faire transiter ses hommes sur le territoire de l'ethnie des Yi, après des négociations, le sauf conduit obtenu en collaborant avec Liu Bocheng. En 1937, les troupes de Lin Biao deviennent la 115e Division, et Xiao Hua intègre sa brigade d’élite, la 343e, comme un de ses chefs militaires. À partir de 1939 dans le Shandong, où il commande la région militaire de l’Ouest, il participe à la Campagne de Mandchourie dans le Liaoning, à Shenyang, sous les ordres directs de Lin Biao. De 1946 à 1948, il commande la région militaire Jehol-Liaoning.
Lors de la victoire des communistes et l’instauration de la République populaire de Chine, en octobre 1949, Xiao Hua est âgé de seulement trente trois ans avec déjà une longue carrière militaire derrière lui. À la suite des promotions de sa hiérarchie Xiao Hua devient un acteur important du nouveau régime chinois. Il accède au poste de directeur adjoint du Département politique de l’Armée populaire de libération, sous l'autorité de Luo Ronghuan. Xiao Hua continue son ascension politique jusqu’en 1959 : député à la lre Assemblée nationale populaire en 1954, puis il devient membre du Comité central en septembre 1956 et secrétaire adjoint de la Commission de contrôle du Parti. De plus en 1956, Xiao Hua occupe le poste de directeur du Département général des cadres de l’Armée populaire de libération.
En 1959, après la Conférence de Lu Shan, Peng Dehuai est écarté du pouvoir pour avoir critiqué la politique du Grand Bond en avant. Lin Biao le remplace auprès de Mao Zedong. Luo Ronghuan étant décédé, Xiao Hua devient certainement le plus proche collaborateur de Lin Biao, il est nommé à la tête du Département politique de l’Armée populaire de libération ainsi que secrétaire général adjoint du comité permanent de la Commission des affaires militaires.
Pendant la Révolution culturelle, c'est au tour de Xiao Hua d'être écarté du pouvoir en 1968, après les violentes critiques à son égards notamment par Jiang Qing, la femme de Mao Zedong, en compétition avec Lin Biao. Cette déchéance politique lui permet toutefois de ne pas être accusé en 1971 d'avoir comploté contre Mao Zedong avec Lin Biao. Ainsi Xiao Hua réapparaît sur la scène politique chinois en 1974, il accède progressivement à d'autres responsabilités.